# Liste der Pariser Arrondissements und Quartiers
Frankreichs Hauptstadt Paris ist in 20 Arrondissements (Bezirke) mit je vier Quartiers (Vierteln) gegliedert. Die Nummerierung wurde 1795 angelegt und zuletzt 1859 ergänzt. Die Zählung der Arrondissements beginnt am Louvre und geht spiralförmig im Uhrzeigersinn von innen nach außen weiter. An den Nahtstellen können daher Arrondissements benachbart sein, deren Nummern scheinbar nicht zueinander passen. Das betrifft oft die gegenüberliegende Seite derselben Straße (auf jedem Straßenschild ist die Nummer des Arrondissements aufgeführt).
Im Folgenden sind die Bezirke aufsteigend nach ihrer offiziellen Ordnungszahl mit den zugehörigen Vierteln aufgeführt.

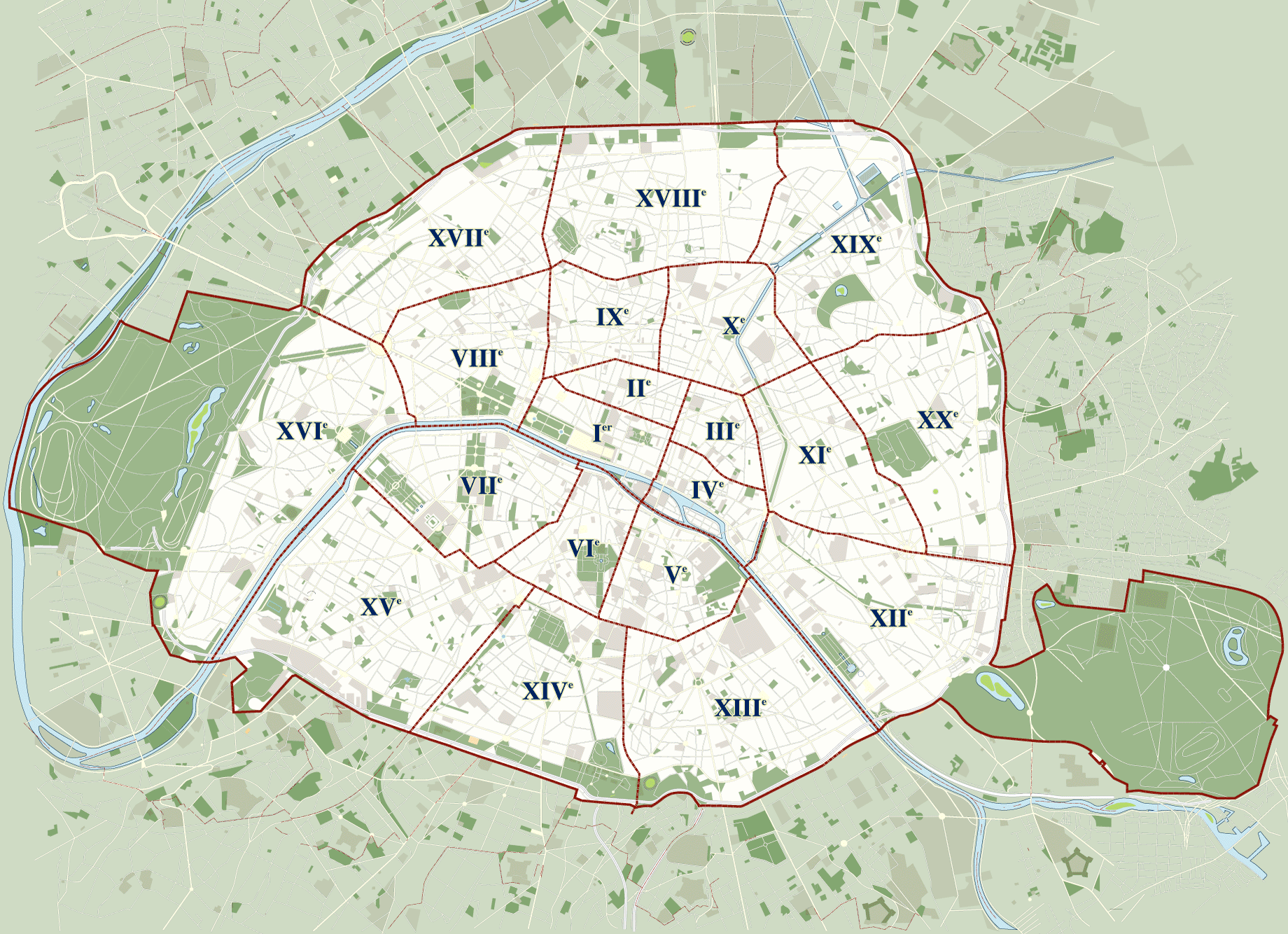
Die Nummerierung der Bezirke

## 1. Arrondissement du Louvre
- 1. Quartier Saint-Germain-l’Auxerrois
- 2. Quartier des Halles
- 3. Quartier du Palais-Royal
- 4. Quartier de la Place Vendôme

## 2. Arrondissement de la Bourse
- 5. Quartier Gaillon
- 6. Quartier Vivienne
- 7. Quartier du Mail
- 8. Quartier de Bonne-Nouvelle

## 3. Arrondissement du Temple
- 9. Quartier des Arts et Métiers
- 10. Quartier des Enfants-Rouges
- 11. Quartier des Archives
- 12. Quartier Sainte-Avoye

## 4. Arrondissement de l’Hôtel de Ville
- 13. Quartier Saint-Merri
- 14. Quartier Saint-Gervais
- 15. Quartier de l’Arsenal
- 16. Quartier Notre-Dame

## 5. Arrondissement du Panthéon
- 17. Quartier Saint-Victor
- 18. Quartier du Jardin des Plantes
- 19. Quartier du Val-de-Grâce
- 20. Quartier de la Sorbonne

## 6. Arrondissement du Luxembourg
- 21. Quartier de la Monnaie
- 22. Quartier de l’Odéon
- 23. Quartier Notre-Dame-des-Champs
- 24. Quartier Saint-Germain-des-Prés

## 7. Arrondissement du Palais Bourbon
- 25. Quartier Saint-Thomas-d’Aquin
- 26. Quartier des Invalides
- 27. Quartier de l’École Militaire
- 28. Quartier du Gros-Caillou

## 8. Arrondissement de l’Élysée
- 29. Quartier des Champs-Élysées
- 30. Quartier du Faubourg-du-Roule
- 31. Quartier de la Madeleine
- 32. Quartier de l’Europe

## 9. Arrondissement de l’Opéra
- 33. Quartier Saint-Georges
- 34. Quartier de la Chaussée-d’Antin
- 35. Quartier du Faubourg-Montmartre
- 36. Quartier de Rochechouart

## 10. Arrondissement de l’Entrepôt
- 37. Quartier Saint-Vincent-de-Paul
- 38. Quartier de la Porte-Saint-Denis
- 39. Quartier de la Porte-Saint-Martin
- 40. Quartier de l’Hôpital Saint-Louis

## 11. Arrondissement de Popincourt
- 41. Quartier de la Folie-Méricourt
- 42. Quartier Saint-Ambroise
- 43. Quartier de la Roquette
- 44. Quartier Sainte-Marguerite

## 12. Arrondissement de Reuilly
- 45. Quartier du Bel-Air
- 46. Quartier de Picpus
- 47. Quartier de Bercy
- 48. Quartier des Quinze-Vingts

## 13. Arrondissement des Gobelins
- 49. Quartier de la Salpêtrière
- 50. Quartier de la Gare
- 51. Quartier de la Maison-Blanche
- 52. Quartier de Croulebarbe

## 14. Arrondissement de l’Observatoire
- 53. Quartier du Montparnasse
- 54. Quartier du Parc de Montsouris
- 55. Quartier du Petit-Montrouge
- 56. Quartier de Plaisance

## 15. Arrondissement de Vaugirard
- 57. Quartier Saint-Lambert
- 58. Quartier Necker
- 59. Quartier de Grenelle
- 60. Quartier de Javel

## 16. Arrondissement de Passy
- 61. Quartier d’Auteuil
- 62. Quartier de la Muette
- 63. Quartier de la Porte-Dauphine
- 64. Quartier de Chaillot

## 17. Arrondissement des Batignolles-Monceaux
- 65. Quartier des Ternes
- 66. Quartier de la Plaine-de-Monceaux
- 67. Quartier des Batignolles
- 68. Quartier des Épinettes

## 18. Arrondissement de la Buttes-Montmartre
- 69. Quartier des Grandes-Carrières
- 70. Quartier de Clignancourt
- 71. Quartier de la Goutte d’Or
- 72. Quartier de la Chapelle

## 19. Arrondissement des Buttes-Chaumont
- 73. Quartier de la Villette
- 74. Quartier du Pont de Flandre
- 75. Quartier d’Amérique
- 76. Quartier du Combat

## 20. Arrondissement de Ménilmontant
- 77. Quartier de Belleville
- 78. Quartier Saint-Fargeau
- 79. Quartier du Père-Lachaise
- 80. Quartier de Charonne